# Pelarco
Pelarco is een gemeente in de Chileense provincie Talca in de regio Maule. Pelarco telde 8.422 inwoners in 2017 en heeft een oppervlakte van 332 km².